# کیلمالی

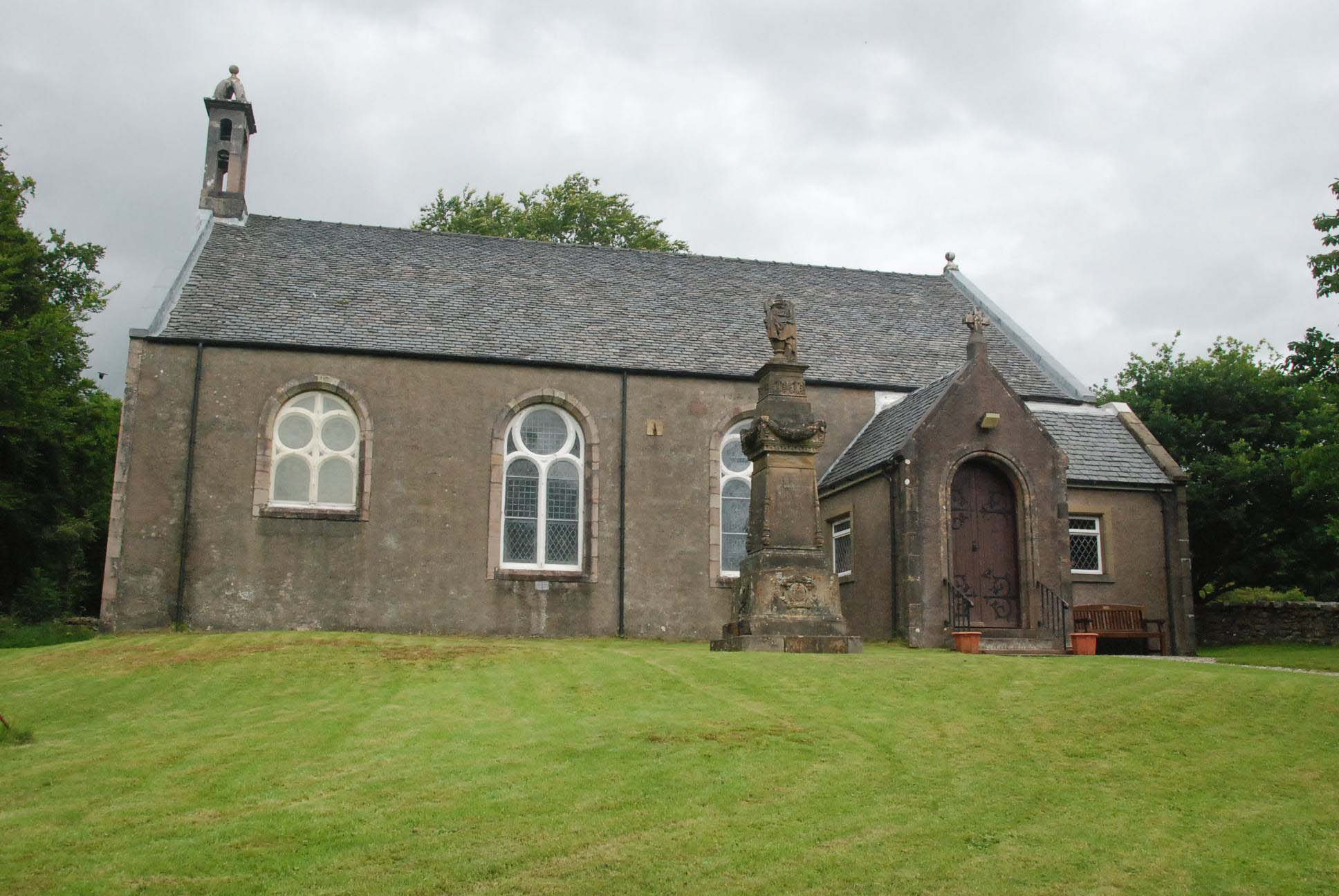
ساختمان کلیسای کیلمالی

کیلمالی (انگلیسی: Kilmallie؛ گیلیک اسکاتلندی: Cill Mhàilidh) یک قصبه مسکونی در لاخابر در غرب اسکاتلند کوهستانی است که در نزدیکی فورت ویلیام واقع شده‌است.
این قصبه در گذشته بسیار بزرگ‌تر از حال بود. گفته می‌شود که نخستین سنگ بنای کلیسای آن در قرن ۶ میلادی پایه‌گذاری شده‌است.